# North Queensferry
North Queensferry è un villaggio del Fife, Scozia, sul Firth of Forth, fra Forth Bridge e Forth Road Bridge, distante circa 16 km da Edimburgo.

## Storia
Il villaggio ha preso il nome da Santa Margherita di Scozia, moglie del re Malcolm III, della quale si dice che avesse creato il villaggio per farne base di regolari traghetti, che attraversavano il firth of Fort, per consentire ai pellegrini di raggiungere St Andrews. Si dice che la regina Margherita usasse regolarmente il traghetto, quando viaggiava da Dunfermline alla sua cappella sita nel Castello di Edimburgo: Saint Margaret's Chapel. Da allora il luogo divenne noto come Queen's Ferry.

## Amministrazione
Oggi è parte della regione di Dunfermline and West Fife, che dà nome a un quasi omonimo collegio della Camera dei Comuni.
Gordon Brown, l'ex primo ministro britannico, ha una residenza nel villaggio.